# Kirche Walterkehmen
Bei der Kirche in Walterkehmen (1938–1946: Großwaltersdorf, heute Olchowatka) handelt es sich um ein im Jahre 1914 zerstörtes und 1925/1926 wieder aufgebautes Gebäude, das bis 1945 der Bevölkerung im Kirchspiel des früheren ostpreußischen Ortes diente. Der Ort liegt heute in der russischen Oblast Kaliningrad.

## Geographische Lage
Das heutige Olchowatka liegt an der Rominte (russisch: Krasnaja), zwölf Kilometer südöstlich der einstigen und heutigen Kreisstadt Gussew (Gumbinnen). Durch den Ort verläuft die frühere deutsche Reichsstraße 132 und heutige Fernstraße (21A-011) Gussew–Gołdap (Goldap), von der innerorts – unmittelbar am Standort des Kirchengebäudes – eine Nebenstraße (27K-327) nach Nowostroika bzw. Jasnaja Poljana (Trakehnen) abzweigt. Eine Bahnanbindung besteht nicht mehr.

## Kirchengebäude
Eine Kirche war in Walterkehmen im Jahre 1717 errichtet worden, die bereits 1753 gründlich ausgebessert werden musste. Der aus Holz gearbeitete Dachreiter war einst mit einem Adler gekrönt. Bei dem Gebäude handelte es sich um einen rechteckigen Massivbau. Im Jahr 1855 erfolgte ein Innenausbau.
Der Kircheninnenraum mit seinen umlaufenden Emporen hatte im Mittelschiff eine gewölbte, in Kassettenart bemalte Decke, während die Decken über den Seitenschiffen flach gehalten waren. Altar und Kanzel bildeten ein Ganzes. Die Orgel stand auf der Westempore.
Während der Schlacht bei Gumbinnen im Jahre 1914 wurde die Kirche zerstört. Erst in den Jahren 1925/1926 konnte sie wieder aufgebaut werden. In der Zwischenzeit nutzte die Gemeinde eine von Hans Scharoun entworfene Notkirche.
In den Kämpfen des Zweiten Weltkrieges wurde das Kirchendach beschädigt und erst nach 1945 durch eine neue Bedeckung ersetzt. Bis heute nutzt man das Gebäude als Mischfutterlager, nachdem man für diesen Zweck die Fenster vermauert hatte. Die südliche Vorhalle ist zerstört, und die Sakristei im Osten wurde beseitigt, um Platz für eine Kraftfahrzeugzufahrt zu schaffen.
Durch die Fremdnutzung blieb das Gebäude wenigstens erhalten, kann jedoch für seinen ursprünglichen Zweck in seinem derzeitigen Zustand nicht genutzt werden.

### Mausoleum
Unmittelbar an der Kirche stehen die Baureste eines Mausoleums, das aus der Zeit vor dem Ersten Weltkrieg stammt und von einem Walterkehmener Ehepaar als Grablege errichtet worden war. In den Kriegsjahren plünderten russische Soldaten die Särge. Seit den 1990er Jahren versucht man, die Restaurierung des kleinen Gebäudes zu erreichen.

## Kirchengemeinde
Bereits im Jahre 1607 entstand die evangelische Kirchengemeinde in Walterkehmen, die jedoch erst 1717 über ein eigenes Gotteshaus verfügte. Die Pfarrei, deren Amtsstelle von 1608 bis 1945 ununterbrochen besetzt war, gehörte bis 1945 zum Kirchenkreis Gumbinnen in der Kirchenprovinz Ostpreußen der Kirche der Altpreußischen Union. Im Jahr 1925 zählte sie 4600 Gemeindeglieder, die in mehr als 30 Orten, Ortschaften und Wohnplätzen des Kirchspiels wohnten. Der überwiegende Teil der Bevölkerung war lutherischer Tradition, reformierte Kirchenglieder waren der Neustädtischen Kirche in Gumbinnen zugeordnet.
Flucht und Vertreibung der einheimischen Bevölkerung und die antikirchliche Religionspolitik der Sowjetunion ließen das kirchliche Leben im neu benannten Olchowatka zusammenbrechen. 
Erst in den 1990er Jahren entstand neues kirchliches Leben in der Oblast Kaliningrad. Olchowatka liegt nun im Einzugsgebiet der evangelisch-lutherischen Gemeinde in Dubrawa (Buylien, 1938 bis 1946 Schulzenwalde), die zur Propstei Kaliningrad (Königsberg) der Evangelisch-lutherischen Kirche Europäisches Russland gehört.

### Kirchspielorte
Zum Kirchspiel der Kirche Walterkehmen gehörten bis 1945 die Orte:
| Ortsname                           | Änderungsname 1938 bis 1946 | Russischer Name |  | Ortsname                          | Änderungsname 1938 bis 1946 | Russischer Name |
| ---------------------------------- | --------------------------- | --------------- |  | --------------------------------- | --------------------------- | --------------- |
| Alt Maygunischken                  | Erlengrund                  | Axjonowo        |  | Neuhof Buylien                    | Neuhof Schulzenwalde        |                 |
| Austinlauken                       | Austfelde                   |                 |  | Neu Maygunischken                 |                             | Axjonowo        |
| *Budszedszen 1936–38: Buschedschen | Pfälzerwalde                | Wischnjowka     |  | Pillkallen                        | Hoheneck                    | Tolstowo        |
| *Buylien                           | Schulzenwalde               | Dubrawa         |  | *Praßlauken                       | Praßfeld                    | Murawjowo       |
| Drutischken                        | Pfälzerort                  |                 |  | *Ribbinnen                        | Jägershaugen                |                 |
| Emilienhof                         |                             |                 |  | Rödszen 1936–38: Rödschen         | Röden                       | Gajewo          |
| Ernstberg                          |                             |                 |  | Samelucken                        | Brückental (Ostpr.)         |                 |
| *Girnen                            |                             | Rjasankowka     |  | *Schestocken                      | Peterstal                   | Schipownikowo   |
| Groß Tellitzkehmen                 | Tellrode                    |                 |  | *Schmulken                        | Birkenhöhe (Ostpr.)         |                 |
| Jockeln                            |                             | Kirpitschnoje   |  | Schwiegseln                       | Schweizerau                 |                 |
| Jodszen 1936–38: Jodschen          | Schwarzenau (Ostpr.)        | Dworiki         |  | *Sodehnen                         | Heinsort                    | Sernowoje       |
| Jogelehnen                         | Jürgendorf                  | Dserschinskoje  |  | Surminnen                         |                             |                 |
| Karklienen                         | Brauersdorf (Ostpr.)        |                 |  | Szurgupchen 1936–38: Schurgupchen | Sprindort                   | Deschnjowo      |
| Klein Tellitzkehmen                | Klein Tellrode              |                 |  | Walterkehmen                      | Großwaltersdorf             | Olchowatka      |
| Marienhöhe                         |                             |                 |  | *Warschlegen                      | Laurinshof                  |                 |
| *Matzutkehmen                      | Matzhausen                  | Retschiza       |  | *Wusterwitz                       |                             |                 |

### Pfarrer
An der Kirche Walterkehmen amtierten zwischen 1608 und 1945 18 evangelische Geistliche:
| - Christoph Cleber, ab 1608 - Christoph Fabricius, 1612/1638 - Jacob Pfeiffer, ab 1644 - Melchior Schwabe, 1650–1663 - Ernst Ditzel, 1664–1692 - Georg Petri, 1683–1688 - Jacob Perkuhn, 1690–1707 - Alexander Feiff, 1707–1708 - Philipp Ruhig, 1708–1749 | - Johann Heinrich Kämpfer, 1747–1779 - Johann Gottfried Jordan, 1779–1822 - Johann Gottfried Zippel, 1810–1811 - Georg Gottl. Wilhelm Wegener, 1822–1863 - Wilhelm Justus Zippel, 1856–1888 - Hermann Adam F. Blaskowitz, 1888–1906 - Paulus Kolbe, 1906 - Otto Korn, 1906–1916 - Paul Hoffmann, 1916–1945 |

### Kirchenbücher
Ein Teil der Kirchenbücher der Kirche Walterkehmen (Großwaltersdorf) ist erhalten und wird bei der Deutschen Zentralstelle für Genealogie in Leipzig aufbewahrt:
- Taufen: 1834 bis 1866
- Trauungen: 1834 bis 1874
- Begräbnisse: 1834 bis 1874.